# 龍崎區

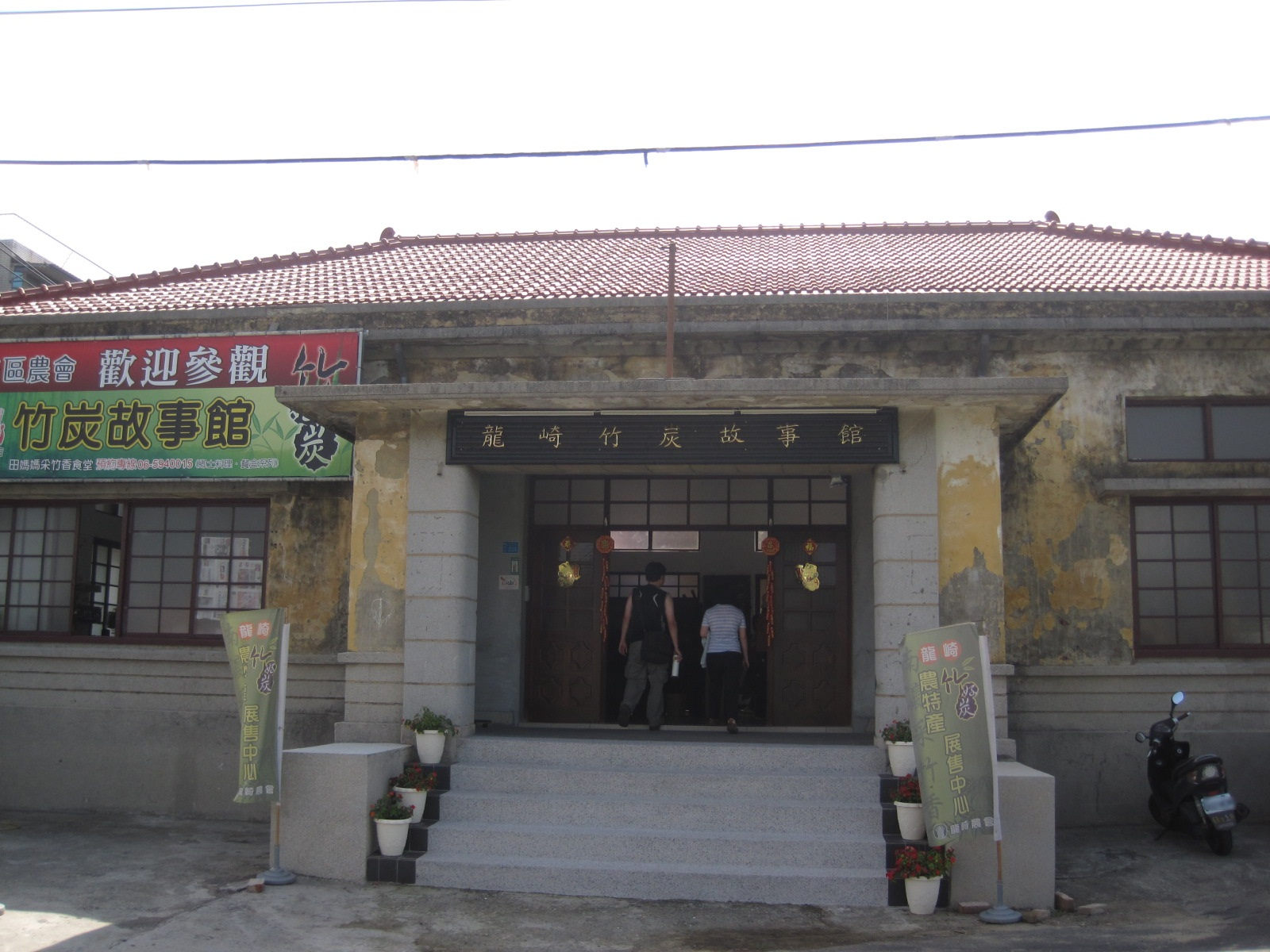
龍崎竹炭故事館，原為龍崎鄉公所廳舍

22°57′48″N 120°21′54″E / 22.9633061°N 120.3649219°E
龍崎區，舊稱「番社」，前身「龍崎鄉」，位於臺灣臺南市東南端，北臨新化區，東臨左鎮區、高雄市內門區，西鄰關廟區，南接高雄市田寮區。由於區內地形土壤的關係，且距臺南市中心不遠，人口多已外移，區內人口僅3千多人，為臺南市人口最少的行政區。
龍崎區公所位於崎頂里，其山下即為關廟區，距臺南市中心亦僅10公里餘，從龍崎區視野良好的高地西望即可見市區高樓。許多居民移居以求較好之生活品質。近來則有牛埔泥岩水土保持教學園區、308高地等新興景點吸引遊客探訪。

## 歷史
龍崎區舊稱「番社」，係由於早期平埔原住民西拉雅族新港社人移居境內的牛埔及大坪一帶而得名。而區名「龍崎」之由來，則係於日治時期設庄時，取境內的「龍船」及「崎頂」之首字，始稱「龍崎」。
清領初期，龍崎地區屬臺灣府臺灣縣新豐里。道光年間，改隸內新豐里。光緒13年（1887年）臺灣建省後，龍崎地區隸屬於臺南府安平縣內新豐里。
日治時期，1901年，龍崎地區屬臺南廳關帝廟支廳內新豐區。1920年，實施臺灣地方制度改革，設龍崎庄屬臺南州新豐郡。龍崎轄番社、龍船、崎頂、中坑子等4個大字。
二戰後，1945年國民政府廢庄置鄉，龍崎庄改為「龍崎鄉」。2010年12月25日，配合臺南縣市合併改制為臺南市，龍崎鄉改為「龍崎區」。

## 地理

### 地形
龍崎區位於臺南市東南隅，地處阿里山山脈丘陵地帶，北臨新化區及左鎮區，東接高雄市內門區，西與關廟區接壤，南銜高雄市田寮區，面積為64.0814平方公里。全區地勢東陡西緩，海拔高度約在80至350公尺間，標高200公尺以下的低平丘陵多由頭嵙山層的砂岩層所構成，東南部則多為青灰泥岩層，境內土地長期受到雨水溪流的侵蝕，惡地地形甚多。

### 水文
龍崎區境內主要有許縣溪及二仁溪等兩條溪流，並為兩溪上游發源地地帶，各條大小支流貫穿全區各村落。

### 氣候
龍崎區的氣候為熱帶季風氣候，夏雨冬乾，年平均雨量約為1,900毫米，而在1989年至1998年間，8月雨量最多，11月最少。

### 人口
二戰後初期，由於政府推動各項農業政策及對於農業的重視，促使龍崎區土地開發而人口逐漸成長。龍崎區的人口由1946年的5,772人，至1956年增加到7,262人，之後每年人口大致增加100至1,000人，直到1969年達到9,175人的頂峰。後來臺灣工業逐漸起飛，龍崎區由於僻處山區、工商業不發達、無都市計劃等因，加上境內九成以上的土地均屬山坡地保育區，開發相當不易，致使當地人口不斷流失。
根據臺南市歸仁戶政事務所及臺南市政府民政局統計，2024年底龍崎區戶數約1.4千戶，人口約3.4千人，是臺南市人口最少的行政區，區內人口最多與最少的里分別是崎頂里與中坑里，2024年底兩里人口分別為964人與136人，其中中坑里也是臺南市人口最少的里。龍崎區的人口老化與少子化問題嚴重。由於地處偏僻，產業發展停滯，人口不斷外移且嚴重老化。2024年底龍崎區人口的年齡結構中，幼年人口佔比約為3.43%，壯年人口佔比約為62.44%，老年人口佔比約為34.13%，老化指數約為994.78%，是臺南市人口老化程度最高的行政區，也是臺灣幼年比例最低、老化指數最高的鄉鎮市區。

## 政治

### 歷任首長
鄉長
| 屆次 | 姓名   | 備註 |
| ---- | ------ | ---- |
| 1    | 許楯   |      |
| 2    | 許楯   |      |
| 3    | 許楯   |      |
| 4    | 林維吾 |      |
| 5    | 林瑞西 |      |
| 6    | 林瑞西 |      |
| 7    | 黃德興 |      |
| 8    | 黃德興 |      |
| 9    | 李文雄 |      |
| 10   | 李文雄 |      |
| 11   | 明春   |      |
| 12   | 明春   |      |
| 13   | 洪長福 |      |
| 14   | 洪長福 |      |
| 15   | 黃德茂 |      |

區長
| 任次 | 姓名   | 備註 |
| ---- | ------ | ---- |
| 1    | 黃德茂 |      |
| 2    | 蕭琇華 |      |
| 3    | 顏振羽 |      |
| 4    | 陳新澈 |      |

### 區政組織

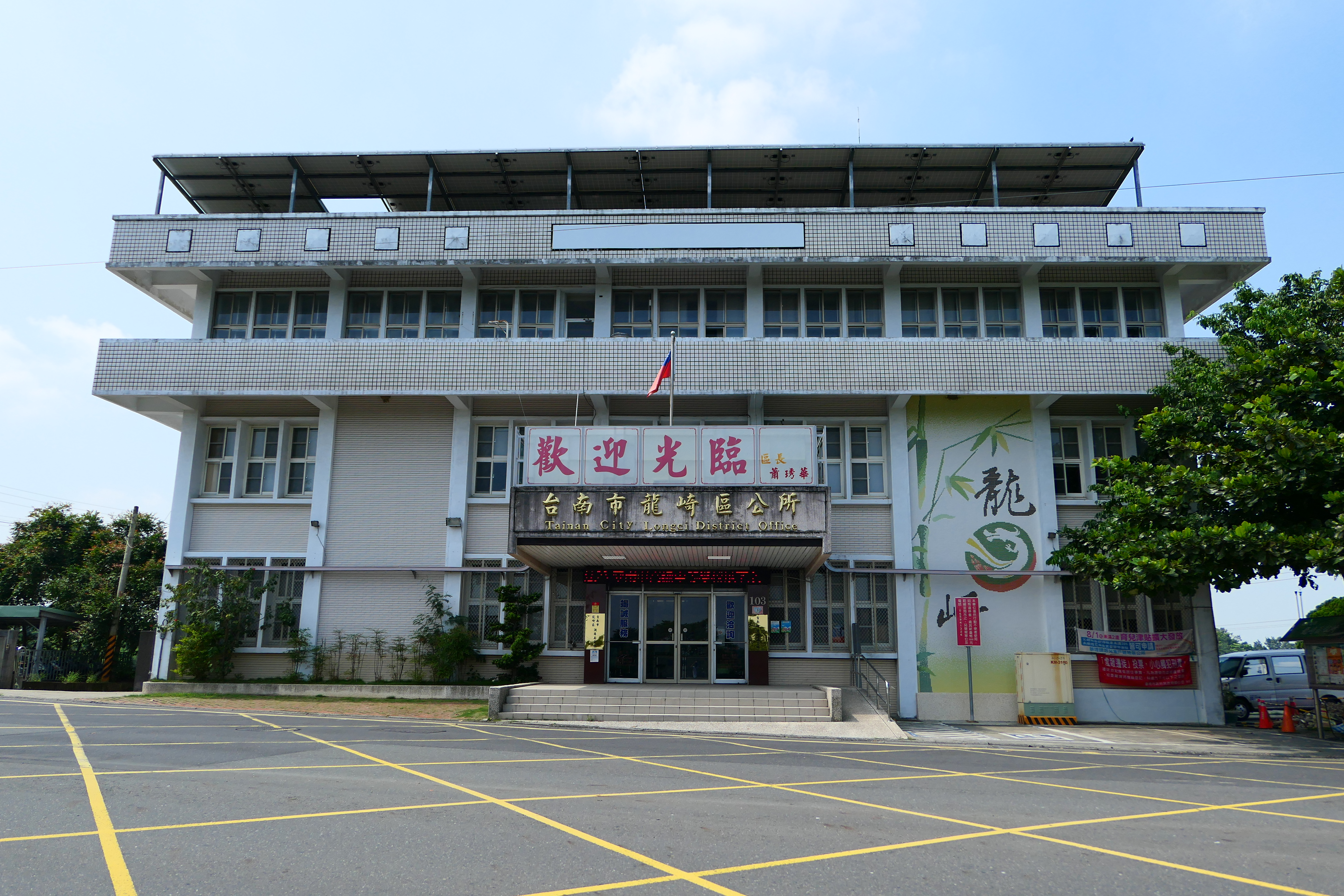
龍崎區公所

龍崎區公所是臺南市政府在龍崎區的派出機關，在中華民國政府架構中為市政府綜理區政的執行機關，上級業務監督機關為臺南市政府。区长由市長任命，其任期為無任期保障。在區長及主任秘書之下，設有3課2室等5個內部單位。

### 行政區
現今龍崎區行政範圍的確立，來自於1920年，日本將臺彎十二廳改為五州二廳，設龍崎庄屬臺南州新豐郡。龍崎轄番社、龍船、崎頂、中坑子等4個大字。1945年，改為「龍崎鄉」，屬臺南縣新豐區。1950年，裁撤區署，龍崎鄉改直隸於臺南縣。2010年12月25日，臺南縣市合併改制為直轄市，龍崎鄉改制為市轄區「龍崎區」，隸屬臺南市。
龍崎區共轄8里53鄰，其行政區域分布情形為：
| 龍崎區行政區劃 |        |      |        |      |        |      |      |
|                |        |      |        |      |        |      |      |
| 編號           | 里名   | 編號 | 里名   | 編號 | 里名   | 編號 | 里名 |
| 1              | 土崎里 | 2    | 崎頂里 | 3    | 中坑   | 4    | 楠坑 |
| 5              | 大坪里 | 6    | 牛埔里 | 7    | 龍船里 | 8    | 石里 |

## 經濟
龍崎區產業因全區有九成地區屬山坡地保育區，開發嚴峻，故仍以農業為主、製造業僅有3家廠商。
繼左鎮區有統一超商進駐後，龍崎區成為全臺唯一沒有便利商店的行政區，後來統一超商宣布於崎頂成立門市，於2023年11月10日開幕。

## 文化
龍崎區因人口外移嚴重及老化造成許多傳統文化相繼失傳，留下來的這些傳統陣頭文化皆以老傳幼的方式傳承，據老一輩的說法早期每個村莊都有組成陣頭來保衛村莊的安全達到守望相助的功能。

### 文武陣頭
- 土崎代天府-南龍吾獅陣(土崎里)
- 烏樹林林天宮-跳鼓陣(烏樹林)
- 石梯代天府-宋江陣(崎頂里)
- 烏山頭清泉寺-天子門生柒響陣(牛埔里)
- 苦苓湖龍湖宮-苦苓湖宋江陣(龍船里)
- 龍安寺-牛犁陣(石里)

### 特產
- 竹筍
- 鳳梨

## 教育

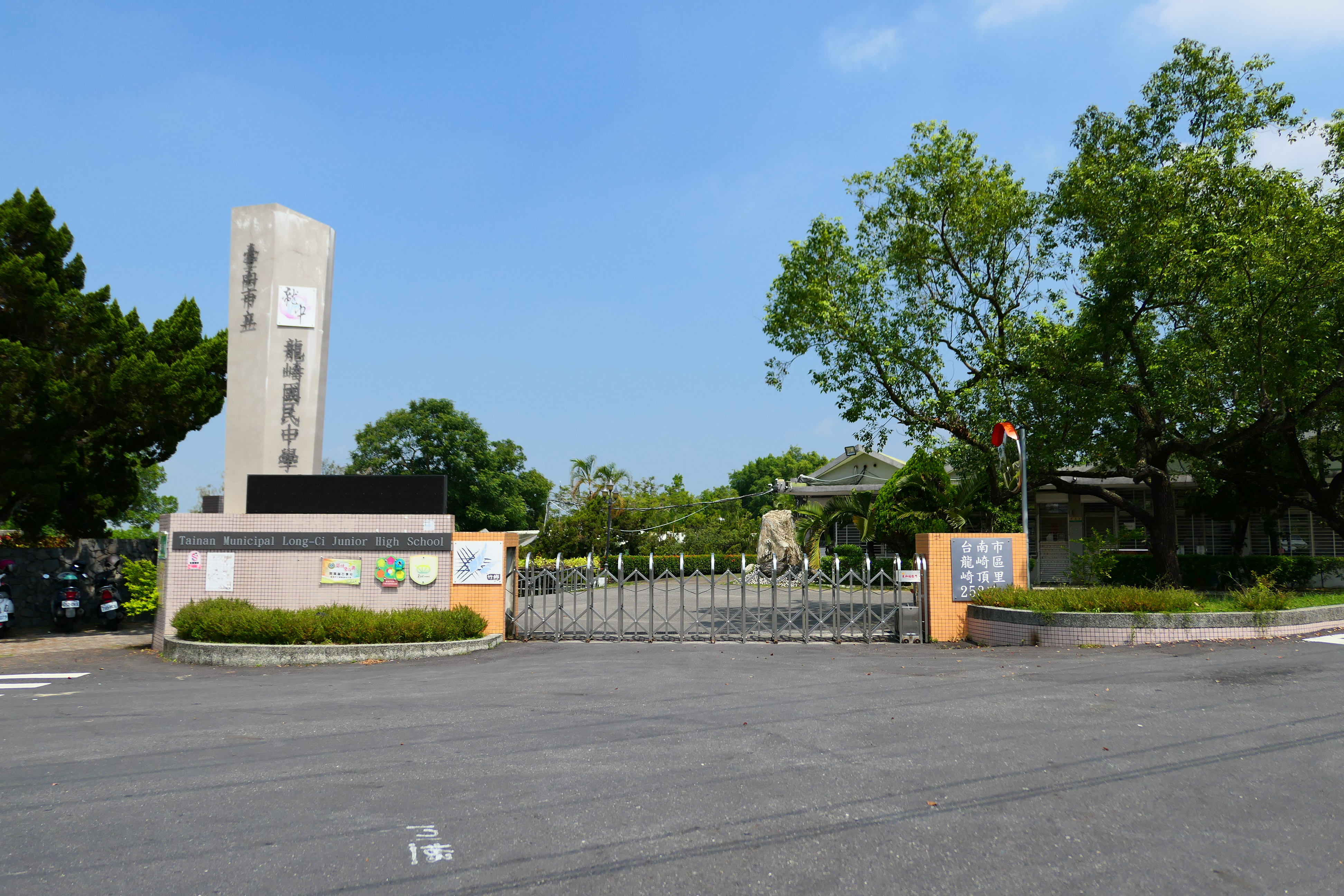
臺南市立龍崎國民中學

龍崎區的教育發展始於日治時期。1918年4月1日，成立「關帝廟公學校內新豐分校」。1922年4月1日，成立「關帝廟公學校中坑分教場」。1929年4月1日，中坑分教場位置變更，改名為「崎頂分教場」。1932年4月1日，崎頂分教場獨立為「龍崎公學校」。1933年9月1日，關帝廟公學校內新豐分校遷校，改名為「龍崎公學校龍船分教場」。1937年，龍船分教場獨立為「龍船公學校」。1940年9月1日，龍船公學校改名為「龍船國民學校」。1941年，龍崎公學校改名為「龍崎國民學校」。
1946年9月1日，龍崎國民學校成立「土崎分校」。1960年9月1日，龍船國民學校成立「石分班」。1962年9月1日，龍崎國民學校、龍船國民學校分別成立「楠坑分校」、「大坪分班」，同時龍船國民學校石分班升格為分校。1963年，龍船國民學校大坪分班升格為分校。1967年8月1日，土崎分校獨立為「土崎國民學校」。1968年8月1日，配合九年國民教育的實施，成立「龍崎國民中學」，同時，龍崎國民學校、土崎國民學校、龍船國民學校分別改名為「龍崎國民小學」、「土崎國民小學」、「龍船國民小學」。1976年8月1日，龍船國小石分校獨立為「石國民小學」。其後，龍崎鄉由於經濟發展之故，鄉內人口逐漸外流至關廟及歸仁等地，因此學生人數大量減少，境內部分的國小及分校亦因此而一一降格為分校及分班。1988年8月1日，石國小併入龍船國小，改名為「龍船國小石分校」。1989年8月1日，楠坑分校廢校。1994年，土崎國小、龍船國小及其分校大坪分校、石分校併入龍崎國小，當中僅石分校同時降格為分班，其餘三者皆成為龍崎國小之分校，故前四者分別改名為「龍崎國小土崎分校」、「龍崎國小龍船分校」、「龍崎國小大坪分校」、「龍崎國小石分班」。1996年，石分班由於已無新生，故廢校。1997年，大坪分校降格為分班。2001年8月1日，土崎分校及大坪分班廢校。2024年8月1日，停辦龍船分校。
龍崎區現有1所國民中學，為臺南市立龍崎國民中學一校；1所國民小學，為臺南市龍崎區龍崎國民小學。

## 交通

### 公路
- 國道三號：關廟服務區（364）
- 台86線（規畫中）
- 市道182號：關廟區 - 龍崎區 - 高雄市內門區

### 公車客運
大台南公車行經龍崎區的路線有紅幹線（安平工業區至關廟龍崎）、紅11路（關廟至牛埔農塘）、紅12路（關廟至烏山頭）等3條路線，可提供區民搭乘至關廟區、歸仁區、仁德區、臺南市區等鄰近地區轉運之用。公路客運行經龍崎區的路線有8050路（臺南至旗山）等1條路線，可前往臺南車站、關廟轉運站、內門、實踐大學高雄校區、旗山轉運站等地。

### 公共自行車
至2024年12月6日止，YouBike2.0於龍崎區共設2站，分別為：
- 虎形山公園
- 龍崎區公所

### 自行車
沿南關線182市道由台南市出發經仁德、歸仁、關廟至龍崎四區串聯而成亦可銜接高雄內門、旗山至田寮路線此為自行車車友口耳相傳熱門路徑。

## 旅遊
- 308高地
- 牛埔泥岩水土保持教學園區
- 中坑清水宮
- 5號樹屋-龍崎區土崎里觀音山5號
- 虎形山公園
- 窩鏡窗(已荒廢，結構部分完整)
- 龍船窩

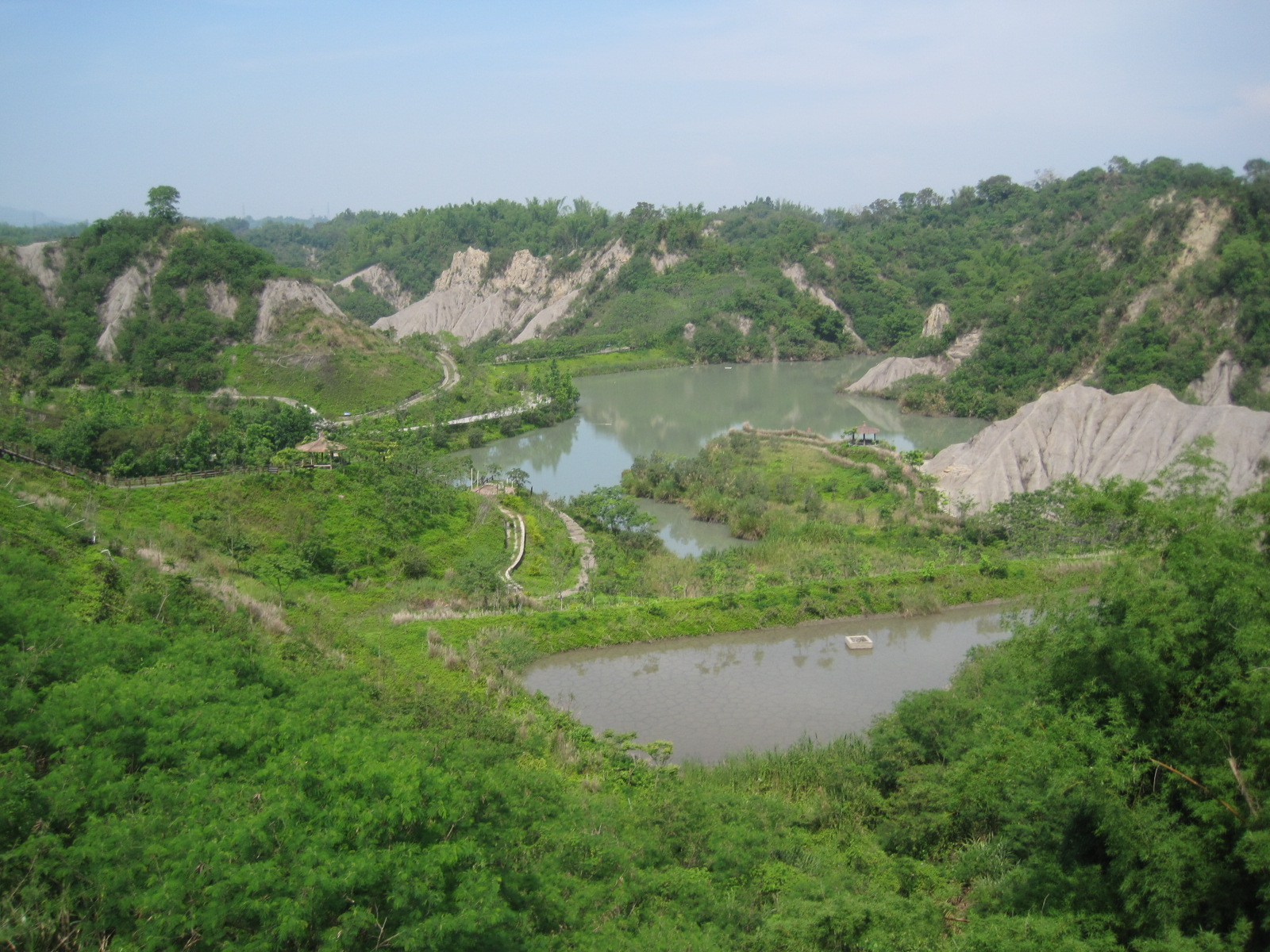
牛埔泥岩水土保持教學園區

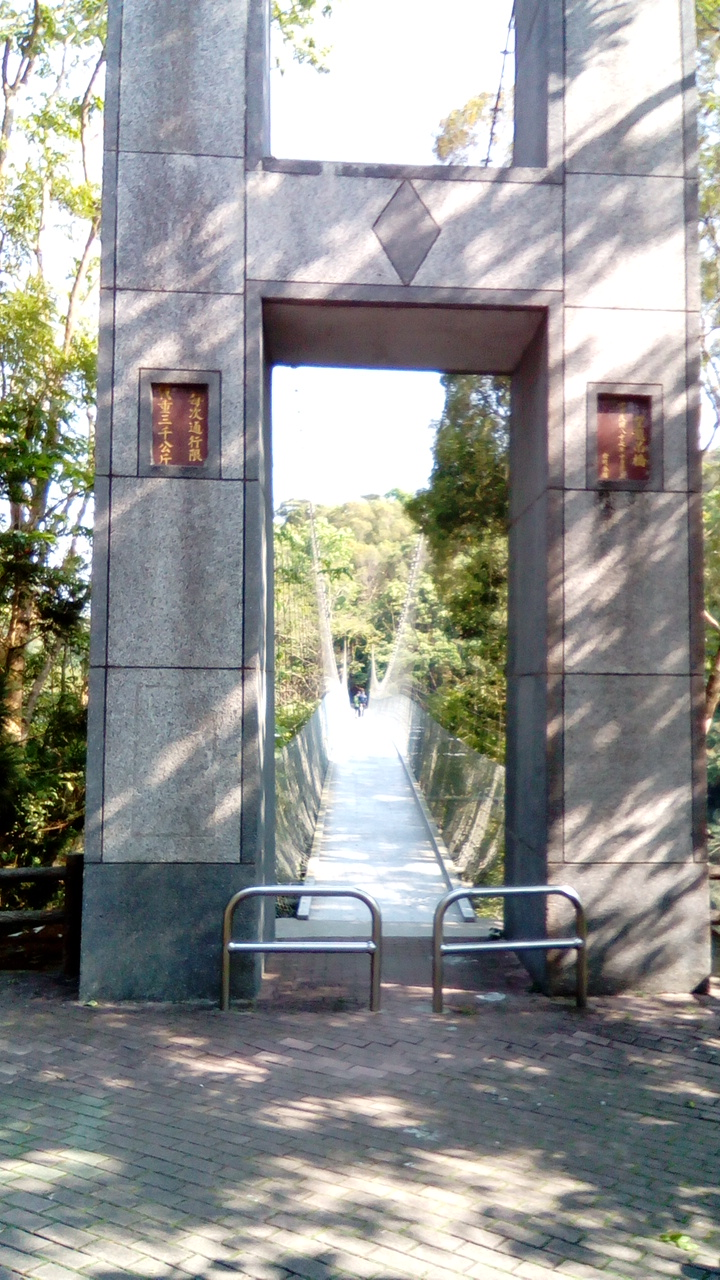
虎形山公園內的吊橋

- 龍船紫竹寺(龍船造型故事館、大型觀世音菩薩佛像)
- 龍山文衡殿
- 竹炭故事館

## 外部連結
- 龍崎區公所 （页面存档备份，存于）